# Очаквай неочакваното (филм)
„Очаквай неочакваното“ (на английски: What to Expect When You're Expecting) е американска романтична комедия от 2012 година, режисирана от Кърк Джоунс. Филмът е по едноименната книга на Хайди Мъркоф, една от 25-те най-влиятелни книги за последните 25 години според Ю Ес Ей Тудей.

## Сюжет
Внимание:  Текстът по-долу разкрива сюжета на произведението (или части от него)!
Треньорката от фитнес шоуто „Отслабвай и мълчи“ Джулс Бакстър и нейния партньор Евън Уебър печелят реалити формата „Денс Фактор“. Бакстър повръща в купата на победителите, откривайки, че е бременна от Уебър. Фитнес инструкторът се заема сериозно със своята бременност и взима главна роля във връзката. Това отблъсква Уебър и той се съсредоточава в кариерата си на танцьор. Междувременно Бакстър се опитва да лавира между фитнес шоуто и бременността си. Уебър проваля следващото шоу на „Денс Фактор“, за да бъде със своята половинка. Бакстър, противно на очакванията, ражда момиче на име Емерсън.
Фотографката Холи и съпруга ѝ Алекс решават да осиновят дете от Етиопия. Двамата се опитват да намерят нов дом за детето. Междувременно Холи записва своята половинка в клуб за мъже, които имат бебета. Клубът е основан от устатия и остроумен Вик Мак, за да може мъжете да разпуснат от съпругите си. Съветите на групата обаче отчайват Алкс в бъдещата му роля на баща. Холи загубва своята основна работа във водния парк. Притеснената двойка пристига в Етиопия. Алекс уверява своята съпруга, че е готов да бъде баща. Младите съпрузи получават своето осиновено дете.
Писателката Уенди Купър ръководи бутик за кърмене, заедно със своята остроумна колежка Джанис. Тя и съпруга и Гари се опитват да имат бебе от две години. Най-накрая Уенди забременява. Скоро бременната съпруга е избрана за говорителка в следващото регионално детско изложение. В напредването на бременността тя започва да става по-взискателна и раздразнителна. На изложението Уенди споделя истинските си чувства относно бременността, което става истински хит в You Tube и продажбите на бутика ѝ нарастват. Писателката ражда момченце чрез цезарово сечение. Кръщават бебето Део.
Бащата на Гари Рамзи Купър е известен автомобилен състезател, женен за доста по-младата от него Скайлър. Гари не се разбира със своя баща и непрекъснато е в съревнование с него, фрустриран от по-младата си майка. На вечеря, когато Уенди и половинката ѝ съобщават, че чакат дете, нестандартната двойка споделя, че също е бременна. Впоследствие се оказва, че Скайлър носи близнаци. Това още повече влошава положението между Гари и Рамзи. По съвет на съпругата си бившият състезател провежда разговор със сина си, в който споделя, че е гледал много пъти участието му във фитнес шоуто на Джулс Бакстър преди години. Без никакви трудности Скайлър ражда близнаците.
Роузи Бернън се среща с приятеля от гимназията Марко. Двамата прекарват нощта заедно и Бърнън забременява от плейбоя. Марко решава да остане с бременното момиче. Една нощ Бернън се събужда кървяща. Оказва се, че бебето е пометнало. След нещастния случай двойката се разделя. Марко се опитва отново да се събере с Бернън, но тя го отбягва. По невнимание Марко прегазва крака на свой приятел и отиват в болницата. Там той се натъква на Бернън, която е дошла да види близнаците на своята братовчедка Скайлър. Двамата отново се събират заедно.

## В ролите
| Актьор          | Роля                                                      |
| --------------- | --------------------------------------------------------- |
| Камерън Диас    | Джулс Бакстър                                             |
| Дженифър Лопес  | Холи                                                      |
| Елизабет Банкс  | Уенди Купър                                               |
| Чейс Крофърд    | Марко                                                     |
| Бруклин Декър   | Скайлър Купър                                             |
| Ана Кендрик     | Роузи                                                     |
| Матьо Морисън   | Евън Уебър                                                |
| Денис Куейд     | Рамзи Купър                                               |
| Крис Рок        | Вик Мак                                                   |
| Рикардо Санторо | Алекс                                                     |
| Бен Фалкон      | Гари Купър                                                |
| Джо Манганиело  | Дейвис                                                    |
| Черил Коул      | камео роля като съдия на реалити шоу за танцуващи таланти |